# Années 170
Les années 170 couvrent la période de 170 à 179.

## Événements

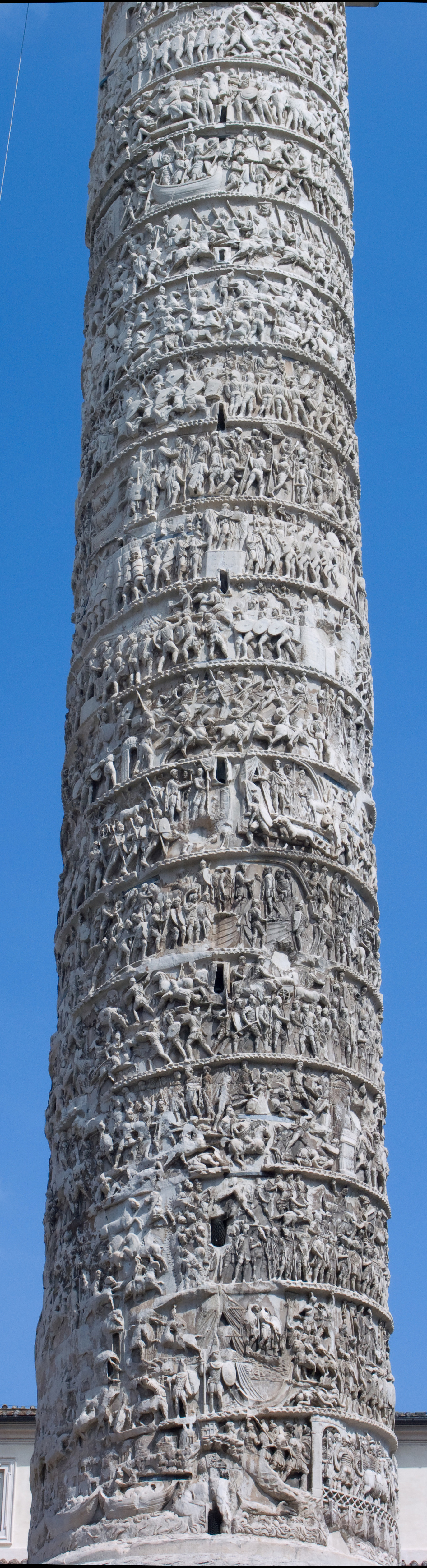
Colonne de Marc Aurèle.

- 167-180 : poursuite des Guerres marcomanes. Les Quades et les Marcomans envahissent l'empire romain (170)[1]. Marc Aurèle les bat en Moravie (172). Des victoires des troupes romaines entraînent une paix fragile avec les Sarmates et les Germains (175 et 179). La victoire est célébrée par la colonne de Marc Aurèle érigée à Rome.
- 170 : raid des Costoboces sur Éleusis[2].
- Vers 172 : le montanisme, prophétisé par Montan, se répand dans l’empire romain (supériorité du prophétisme sur la hiérarchie ecclésiastique, venue imminente du paraclet, recherche du martyre)[3].
- 172-173 : révolte en Égypte dite des Boukoloi[4].
- 172-174 : attaques des Chattes et des Chauques sur la Gaule belgique[5].
- 175 : usurpation d'Avidius Cassius[1].
- 176-192 : érection à Rome sur le Campus Martius d'une colonne commémorant les guerres conduites par Marc Aurèle sur le front du Danube.
- 177 : martyrs de Lyon[1].
- 178 : début de la deuxième guerre germanique[1]. Marc Aurèle renforce la frontière et envisage peut-être la formation de deux nouvelles provinces, la Marcomanie et la Sarmatie. Pour repeupler et reconstruire la Pannonie dévastée, Rome fait appel pour la première fois à des colons germains.

## Personnages significatifs
- Avidius Cassius
- Claudius Pompeianus
- Commode (empereur)
- Éleuthère
- Marc Aurèle
- Pertinax
- Ptolémée